# 그라운드 룰 더블
그라운드 룰 더블(ground rule double)은 볼데드 상황에서 안전진루권을 2개 주는 경우를 말한다. 우리말로는 보통 인정 2루타라고 한다.  과거에는 ‘인타이틀드 투 베이스(entitled two base)’라고 했으나, 이는 잘못된 표현이다.

## 그라운드 룰 더블이 선언되는 때
- 2루타나 3루타성 타구가 땅에 맞고 담장을 넘어간 경우를 말한다.
- 타구가 담장 틈에 끼인 경우에도 선언된다.

## 기록
- 타율에서는 안타로 기록되며, 장타율에서는 보통 2루타로 기록되나 일반 안타나 3루타로 취급되기도 한다. 출루율에서는 출루로 처리한다.